# كتاب المزامير

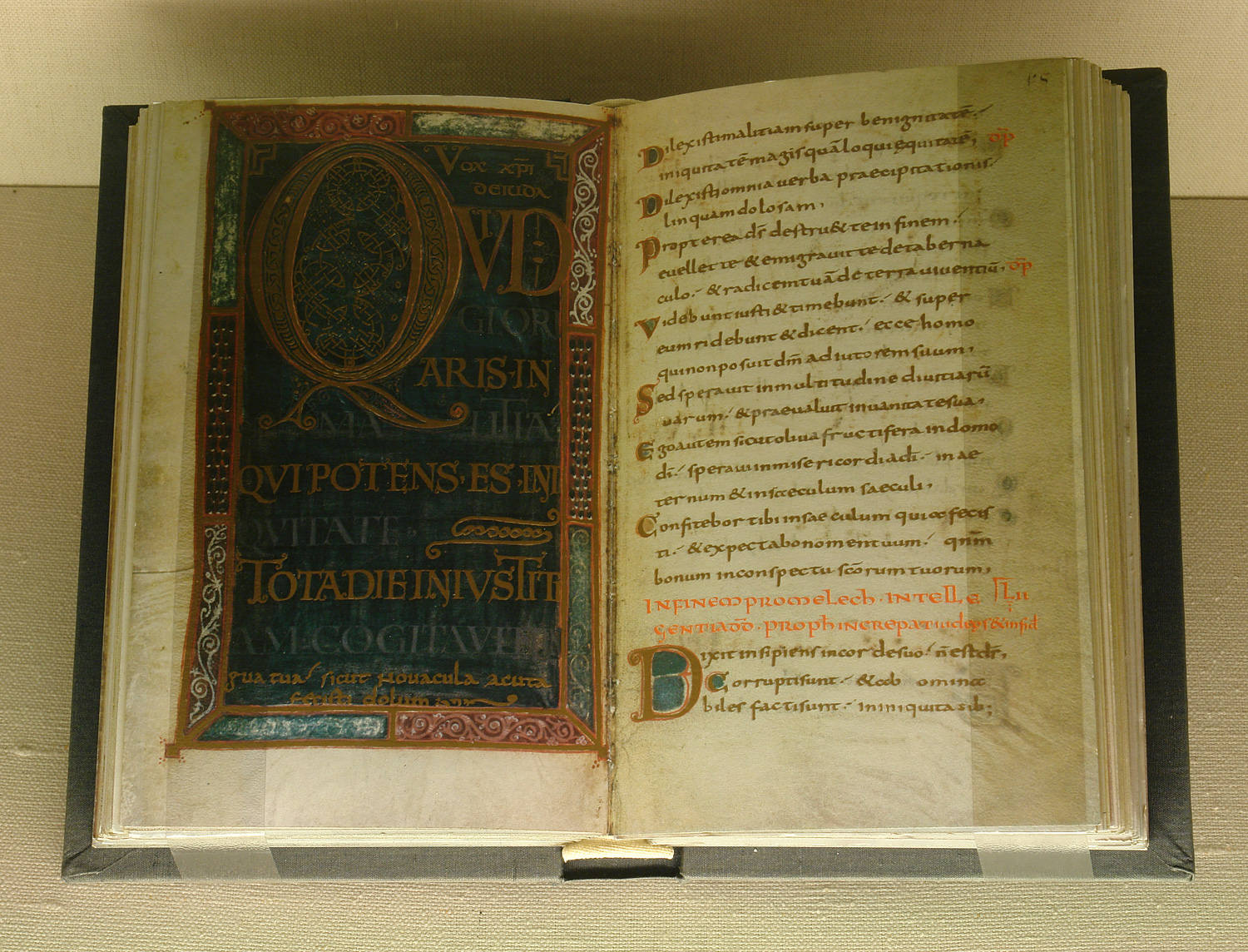
سفر مزامير كارولنجي (نسخة طبق الأصل)

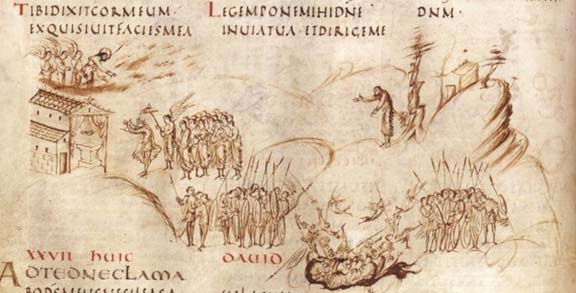
الورقة 15ب من سفر مزامير أوترخت توضح المزمور 27

كتاب المزامير (بالإنجليزية: Psalter) هو مجلد يحتوي على سفر المزامير، وغالبًا ما يحتوي أيضًا على مواد تعبدية أخرى مجلدة معه، مثل التقويم الطقسي وطلبة القديسين. حتى ظهور كتاب الساعات في أواخر العصور الوسطى، كانت كُتُب المزامير هي الكتب الأكثر انتشارًا التي يمتلكها الأثرياء من العلمانيين. كانت تُستخدم عادة لتعلم القراءة. العديد من كُتُب المزامير كانت مزخرفة بشكل غني، وتشمل بعضًا من أروع الأمثلة الباقية لفن الكتاب في العصور الوسطى.
المصطلح الإنجليزي (في اللغة الإنجليزية القديمة قالب:لغ-أنج، قالب:لغ-أنج) مشتق من اللاتينية الكنسية. المصطلح المصدر هو (اللاتينية: psalterium)، وهو ببساطة اسم سفر المزامير (في اللاتينية العلمانية، هو مصطلح لآلة وترية، من (الإغريقية: ψαλτήριον) psalterion).
يحتوي سفر المزامير على الجزء الأكبر من الخدمة الإلهية لـالكنيسة الرومانية الكاثوليكية.
الكتب الأخرى المرتبطة به كانت كتاب القراءات الكنسية، وكتاب الأنتيفونات، وكتاب المجيبات (Responsoriale)، وكتاب التراتيل (Hymnary).
في اللغة الإنجليزية الحديثة المتأخرة، توقف استخدام مصطلح psalter إلى حد كبير للإشارة إلى سفر المزامير (كنص كتاب من الكتاب المقدس) ويشير في الغالب إلى المجلدات المادية المخصصة التي تحتوي على هذا النص.

## المسيحية الغربية
كُتُب المزامير المخصصة، المتميزة عن نسخ المزامير في أشكال أخرى، مثل كونها جزءًا من نسخة كاملة من العهد القديم، تم تطويرها لأول مرة في الغرب اللاتيني في القرن السادس في أيرلندا ومن حوالي عام 700 في القارة.
سفر مزامير أوترخت المزخرف بشكل كبير هو أحد أهم المخطوطات الكارولنجية الباقية وكان له تأثير كبير على التطور اللاحق لـالفن الأنجلوساكسوني. في العصور الوسطى، كانت كُتُب المزامير من بين الأنواع الأكثر شعبية من المخطوطات المزخرفة، ولم ينافسها إلا كُتُب الأناجيل، التي حلت محلها تدريجياً كنوع المخطوطات المختار للزخرفة الفخمة. منذ أواخر القرن الحادي عشر فصاعدًا، أصبحت منتشرة بشكل خاص - كان رجال الدين يتلون المزامير في نقاط مختلفة من الطقوس، لذلك كانت كُتُب المزامير جزءًا رئيسيًا من المعدات الطقسية في الكنائس الكبرى.
وجدت خطط مختلفة لترتيب المزامير في مجموعات (انظر أسفار المزامير اللاتينية). بالإضافة إلى المزامير الـ 150، غالبًا ما تضمنت كُتُب المزامير في العصور الوسطى تقويمًا، وطلبة للقديسين، وأناشيد من العهد القديم والعهد الجديد، ونصوص تعبدية أخرى. اختلف اختيار القديسين المذكورين في التقويم والطلبة بشكل كبير وغالبًا ما يمكن أن يعطي أدلة على الملكية الأصلية للمخطوطة، حيث كانت الأديرة والرعاة الخاصون يختارون القديسين الذين لهم أهمية خاصة بالنسبة لهم.
العديد من كُتُب المزامير زُخرفت ببذخ بـمنمنمات تملأ الصفحة كاملة بالإضافة إلى الأحرف الأولى المزخرفة. من بين الأحرف الأولى، الأهم عادة هو ما يسمى بـ"حرف بياتوس الأول"، بناءً على حرف "B" من الكلمات Beatus vir... ("طوبى للرجل...") في بداية المزمور 1. عادةً ما كان يُمنح هذا الحرف الزخرفة الأكثر تفصيلاً في كتاب المزامير المزخرف، وغالبًا ما يشغل صفحة كاملة للحرف الأول أو الكلمتين الأوليين. استُخدمت الأحرف الاستهلالية القصصية أو الزخارف التي تملأ الصفحة كاملة لتحديد بدايات الأقسام الرئيسية للمزامير، أو القراءات اليومية المختلفة، وربما ساعدت المستخدمين على التنقل إلى الجزء ذي الصلة من النص، حيث نادرًا ما كانت كتب العصور الوسطى تحتوي على أرقام صفحات.
تضمنت العديد من كُتُب المزامير، خاصة من القرن الثاني عشر فصاعدًا، "دورة تمهيدية" مزينة بغنى - وهي سلسلة من الزخارف التي تملأ الصفحة كاملة تسبق المزامير، وتوضح عادةً قصة الآلام، على الرغم من أن بعضها تضمن أيضًا روايات من العهد القديم. ساعدت هذه الصور في تعزيز مكانة الكتاب، وكانت بمثابة وسائل مساعدة للتأمل في ممارسة العبادات الشخصية.
كتاب المزامير هو أيضًا جزء من الساعاتية (Horologion) أو كتاب الفرض الإلهي (Breviary)، ويُستخدم لتلاوة صلاة الساعات في العالمين المسيحي الشرقي والغربي على التوالي.

## المسيحية الشرقية
( كاثيسما)

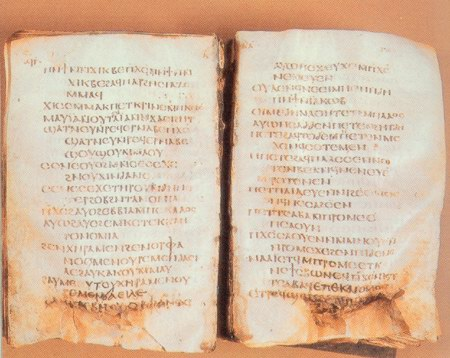
سفر مزامير موديل، أقدم سفر مزامير كامل باللغة القبطية، المتحف القبطي، مصر، القاهرة القبطية

تشمل كُتُب المزامير غير المزخرفة المكتوبة بـالقبطية بعضًا من أقدم المخطوطات (الكتب المجلدة) الباقية على الإطلاق. يسبق أقدم كتاب مزامير قبطي أقدم كتاب مزامير غربي (أيرلندي) بأكثر من قرن.
يعود تاريخ سفر مزامير موديل، وهو أقدم كتاب مزامير قبطي كامل، إلى القرن الخامس. عُثر عليه في مقبرة الأقباط بالموديل في بلدة صغيرة بالقرب من بني سويف، مصر. كان المخطوط في قبر فتاة صغيرة، مفتوحًا، ورأسها مستلقٍ عليه. جادل الباحث جون جي بأن هذا يمثل استمرارًا ثقافيًا للتقليد المصري القديم المتمثل في وضع كتاب الموتى في المقابر والتوابيت.
سفر المزامير البهلوي هو جزء من ترجمة بالفارسية الوسطى لنسخة سريانية من سفر المزامير، مؤرخة في القرن السادس أو السابع.

في المسيحية الأرثوذكسية، يُقسم سفر المزامير للأغراض الطقسية إلى 20 كاثسما (kathismata) أو "جلسات"، للقراءة في صلاتي الغروب والسحر. كاثيسما تعني الجلوس، حيث يجلس الناس عادة أثناء قراءة المزامير. تُقسم كل كاثيسما إلى ثلاث ستاسيس (stases)، من stasis، أي الوقوف، لأن كل ستاسيس تنتهي بـالمجد للآب...، وعندها يقف الجميع.
يتم ترتيب قراءة الكاثاسماتا بحيث يُقرأ سفر المزامير بأكمله خلال أسبوع. خلال الصوم الكبير يُقرأ مرتين في الأسبوع.
خلال الأسبوع المشرق (أسبوع الفصح) لا توجد قراءة من المزامير. تحتوي كُتُب المزامير الأرثوذكسية عادةً على الأناشيد الكتابية، التي تُقرأ في القانون في صلاة السحر خلال الصوم الكبير.
تضمن التقليد الأرثوذكسي الراسخ لـالجنازة المسيحية قراءة المزامير في الكنيسة طوال فترة السهر، حيث يبقى المتوفى في الليلة السابقة للجنازة، وهو انعكاس لسهر الجمعة العظيمة. تحتوي بعض كُتُب المزامير الأرثوذكسية أيضًا على صلوات خاصة للراقدين لهذا الغرض. بينما يظهر التقليد الكامل علامات التضاؤل في الممارسة، لا يزال كتاب المزامير يُستخدم أحيانًا أثناء التعزية.

## كُتُب مزامير بارزة

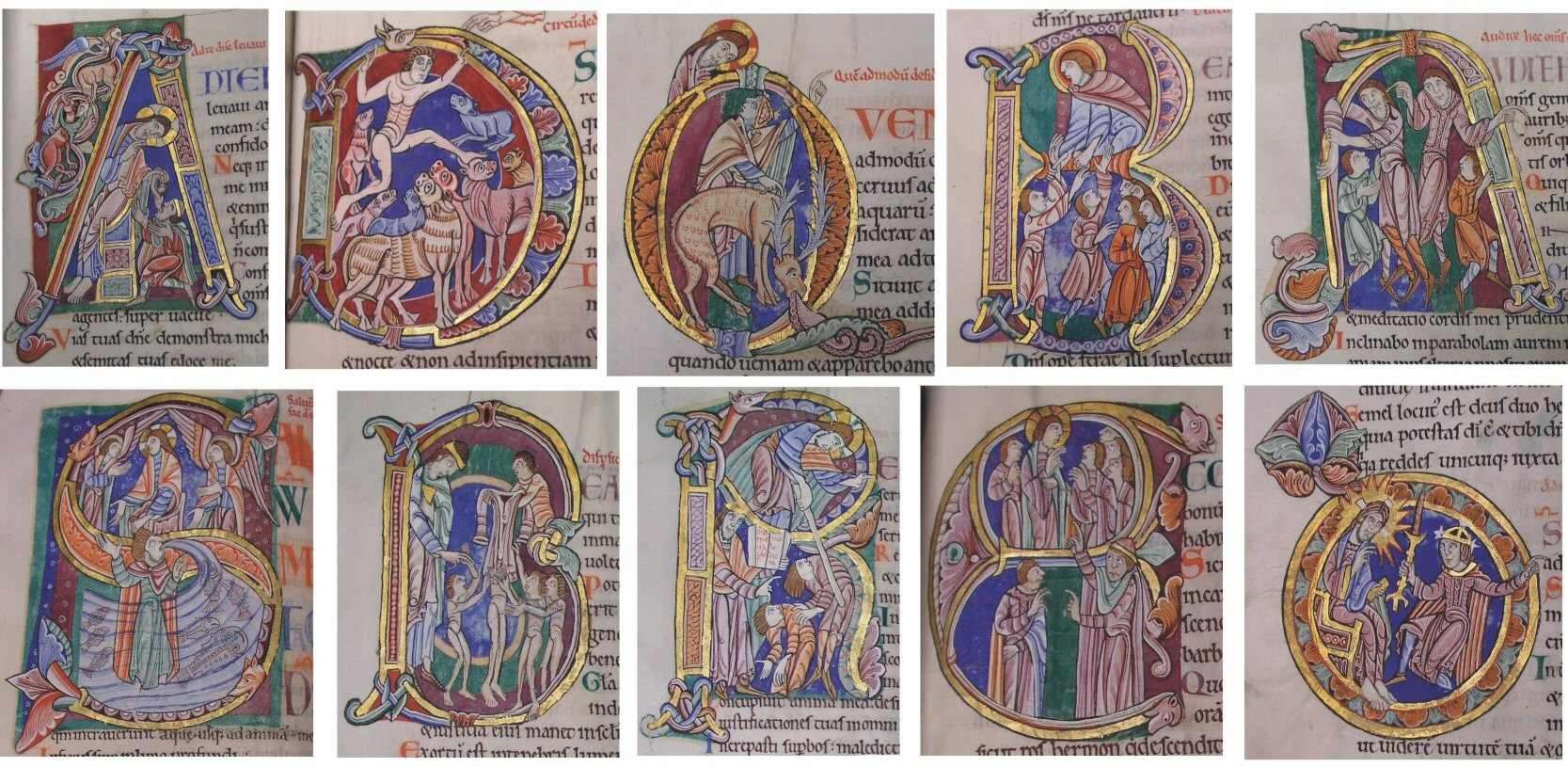
الأحرف الأولى من بداية المزامير في سفر مزامير سانت ألبانز.

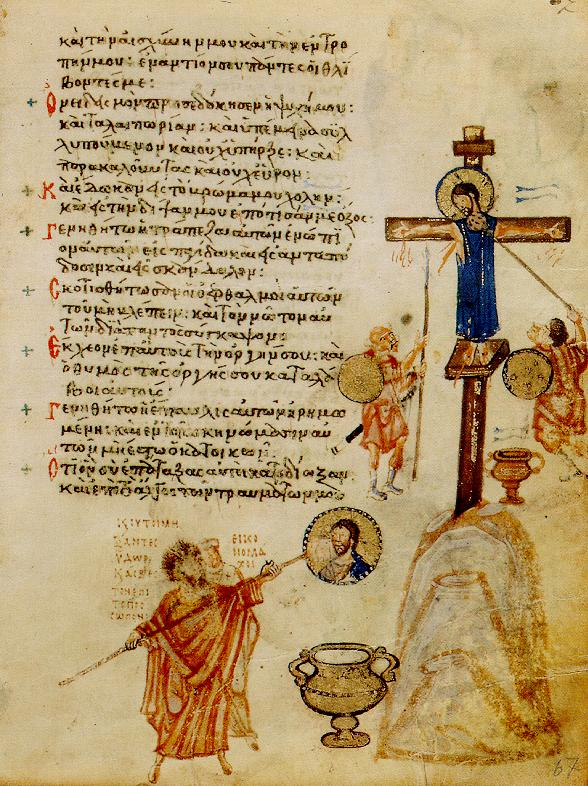
صفحة من سفر مزامير خلودوف، القرن التاسع

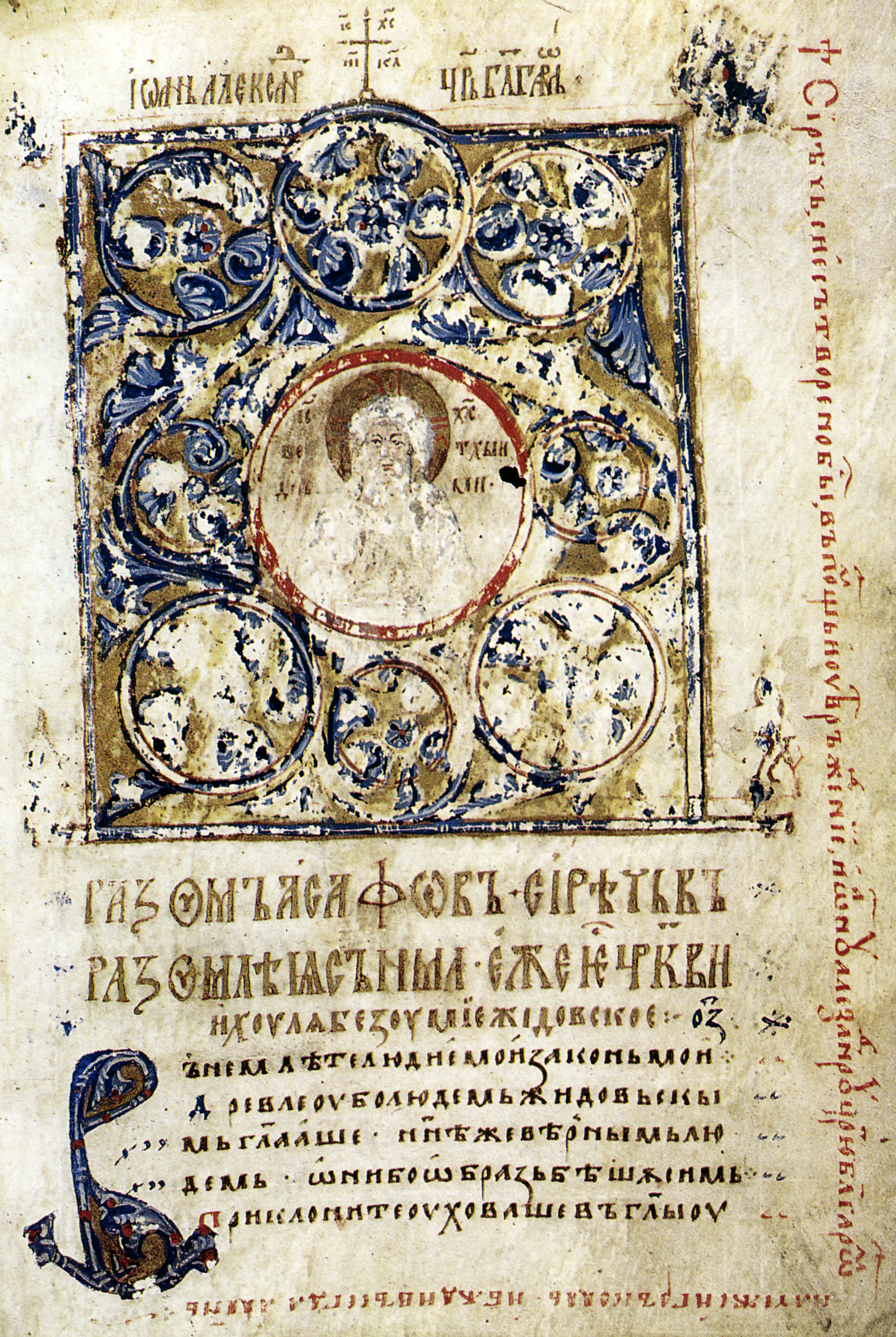
سفر مزامير صوفيا، 1337

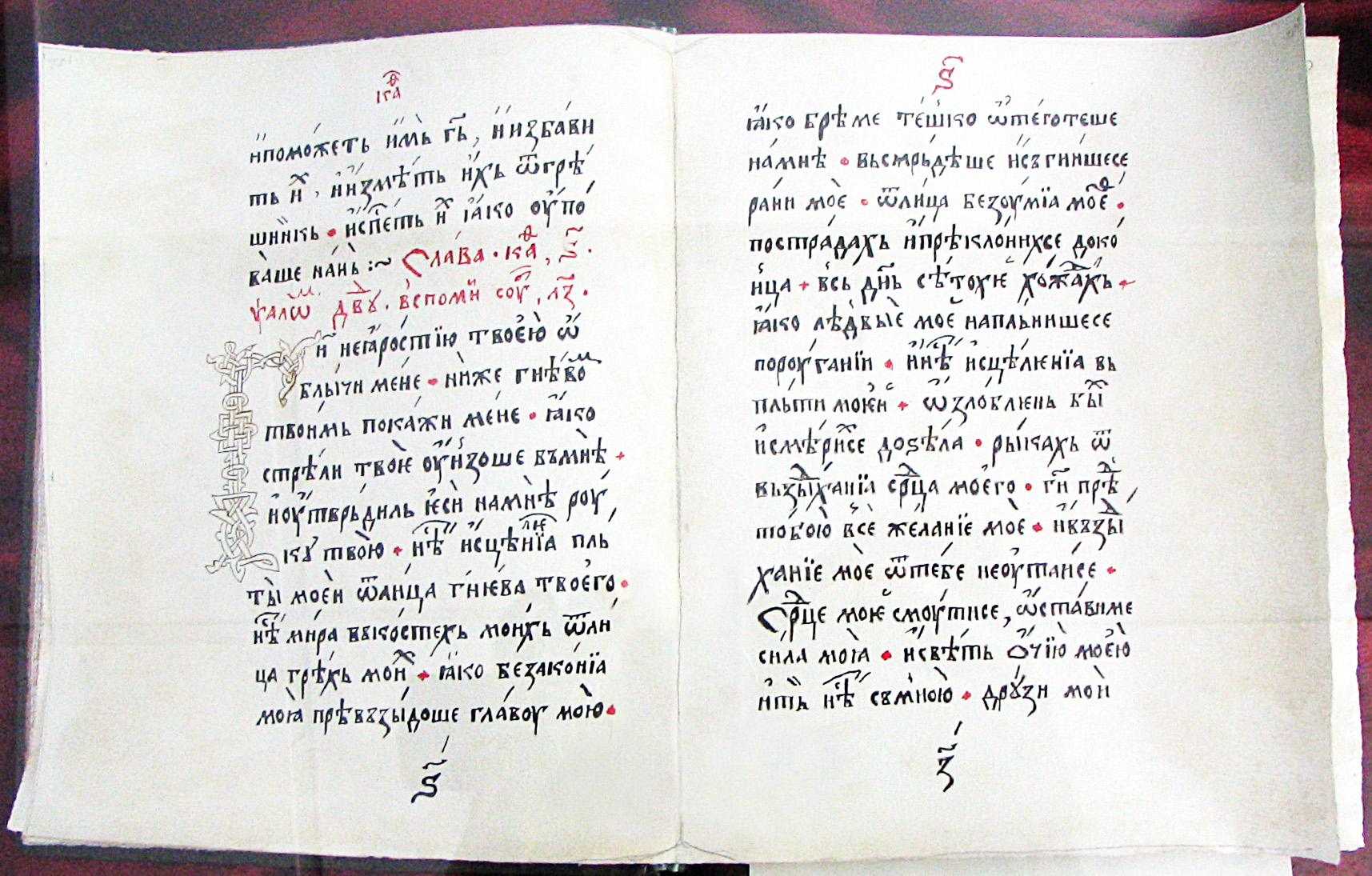
سفر مزامير ييروتي راتشانين، 1700

### مخطوطات
انظر أيضًا تصنيف:أسفار المزامير المزخرفة

#### العصور الوسطى المبكرة
- Psalter of St. Germain of Paris، القرن السادس[6]
- كتاب كاثاخ القديس كولومبا، أوائل القرن السابع
- سفر مزامير فادان مور
- سفر مزامير فيسباسيان، الربع الثاني من القرن الثامن
- سفر مزامير مونبلييه
- سفر مزامير خلودوف، الربع الثالث من القرن التاسع
- سفر مزامير ساوثهامبتون
- سفر مزامير أوترخت، القرن التاسع
- سفر مزامير سالابيرجا[7]
- سفر مزامير شتوتغارت
- سفر مزامير لوثير، 840–855، المكتبة البريطانية، Add. MS 37768[8]

#### العصور الوسطى العليا
- سفر مزامير باريس، القرن العاشر
- سفر مزامير رامسي
- سفر مزامير جيرترود، أواخر القرن العاشر مع زخارف من منتصف القرن الحادي عشر
- سفر مزامير ثيودور، 1066، في المكتبة البريطانية
- Psalterium Sinaiticum، القرن الحادي عشر
- سفر مزامير ميليسندا، حوالي 1135
- سفر مزامير إيدوين، حوالي 1160
- سفر مزامير هارلي
- سفر مزامير سانت ألبانز
- سفر مزامير وينشستر
- سفر مزامير وستمنستر
- سفر مزامير فيلبريج
- سفر مزامير كانتربري الكبير (أو سفر المزامير الأنجلو-كتالوني أو سفر مزامير باريس)، حوالي 1200 و 1340
- سفر مزامير القديس لويس
- سفر مزامير أورمسبي، بداية القرن الثالث عشر، مكتبة بودلي[9]
- سفر مزامير بوتوكي، منتصف القرن الثالث عشر، الآن في وارسو مع أوراق منفصلة في أماكن أخرى.[10]

#### العصور الوسطى المتأخرة
- سفر مزامير الملكة ماري
- سفر مزامير لوترل
- سفر مزامير غورلستون
- سفر مزامير ماكليسفيلد
- سفر مزامير تيكهيل
- سفر مزامير صوفيا
- سفر مزامير توميتش
- MS 232/15 سفر مزامير في OPenn نسخة محفوظة 29 يوليو 2024 على موقع واي باك مشين.
- سفر مزامير كييف 1397
- سفر مزامير جان دوق بيري
- سفر مزامير بورنيت

#### العصر الحديث المبكر / فترة تيودور
- سفر مزامير هنري الثامن
- سفر مزامير داسكال فيليب
- 1953‑128‑7 سفر مزامير طقسي في OPenn

### طبعات مطبوعة
انظر أيضًا تصنيف:أسفار المزامير

#### طبعات مبكرة (إنكونابولا)
- Psalterium Romanum، 1457 [ماينتس]، يوهان فوست وبيتر شوفر. أول كتاب مزامير مطبوع.[11]
- Psalterium Benedictinum، 1459 [ماينتس]، يوهان فوست وبيتر شوفر. ثاني كتاب مزامير مطبوع.[12]

#### طبعات العصر الحديث المبكر
- سفر مزامير كفردايل، 1535
- سفر مزامير جنيف، 1562
- سفر مزامير داود، ترجمة لسفر المزامير إلى البولندية بقلم يان كوخانوفسكي، 1579
- سفر المزامير الإسكتلندي، 1635 و 1650
- كتاب مزامير الخليج، 1640، أول كتاب طُبع في أمريكا الشمالية البريطانية. المزامير فيه هي ترجمات موزونة إلى الإنجليزية.[13]
- سفر مزامير نيو إنجلاند

#### طبعات حديثة
- مزامير الكأس المقدسة (Grail Psalms)، 1963، 2008
- سفر مزامير اللجنة الدولية للغة الإنجليزية في الطقوس (ICEL Psalter)، 1995

## قراءات إضافية
- آني ساذرلاند، المزامير الإنجليزية في العصور الوسطى، 1300–1450، أوكسفورد: مطبعة جامعة أكسفورد، 2015.

قالب:مزامير
قالب:كتب طقسية أرثوذكسية شرقية
قالب:أسرار وشعائر وطقوس الكنيسة الكاثوليكية